# Lumière (armurerie)
Pour les articles homonymes, voir Lumière (homonymie).

Diagramme d'un canon :
1 : le boulet
2 : la charge de poudre
3 : la lumière

En artillerie, une lumière désigne un orifice d'un diamètre réduit qui, placé sur une arme à feu, s'ouvre sur la chambre contenant la charge de poudre,.